# Rekonstruktion (lingvistik)
Rekonstruktion är inom historisk lingvistik återskapandet av äldre språkstadier eller språkformer utifrån yngre språkliga belägg. De två traditionella metoderna för rekonstruktion är den komparativa metoden och intern rekonstruktion.

## Komparativ metod
Med den komparativa metoden söker man efter systematiska överensstämmelser genom att jämföra två eller flera språk som antas vara besläktade, och drar slutsatser om vilka drag som är nedärvda och vilka som är novationer, nybildningar. På så sätt kan man postulera ursprungliga drag som är gemensamma för alla språk som man jämför, och rekonstruera det äldsta gemensamma stadiet för dessa språk. Detta äldsta stadiet kallas för urspråk (ibland protospråk), och språk som härstammar från detta språk kallas för dotterspråk.

## Intern rekonstruktion
Med intern rekonstruktion utgår man endast ifrån ett enda språk och tittar på främst morfologisk variation och reliktformer och postulerar ett äldre stadium innan denna variation inträdde, eller när reliktformerna ännu var produktiva.